# Chromodoris strigata
Chromodoris strigata es una especie de molusco nudibranquio de la familia Chromodorididae.

## Morfología
El manto dorsal, de forma más o menos ovalada, es de color azul pálido o, en ocasiones, casi blanco. Tiene una serie de líneas negras longitudinales, que en algunas partes son translúcidas. Una se sitúa en el centro, desde la parte anterior hasta las branquias, otras dos van por fuera de los rinoforos y de las branquias, pudiendo interrumpirse hacia el centro. El manto está bordeado por una línea amarillo-naranja en el margen, que recorre su perímetro. El pie es del mismo color que el cuerpo y se extiende posteriormente más allá del manto.
Para investigar el medio utilizan dos tentáculos situados en la cabeza, llamados rinoforos, y otros dos tentáculos, situados cerca de la boca, que les sirven para oler, detectar estímulos químicos y tocar. Carecen de órgano de la vista propiamente dicho, en su lugar tienen una pequeña esfera dentro del cuerpo situada detrás y en el centro de los rinoforos, que le sirve para detectar luz o sombras. En la parte posterior del dorso, tiene unos apéndices de apariencia plumosa que son las branquias que utiliza para respirar. En el centro de las branquias se sitúa la papilla anal. Todos estos apéndices, salvo los bucales, son de color naranja o rojo, siendo característico que el interior de los mismos sea blanco.
El conducto genital y la prominente abertura genital están situados cerca de la cabeza, en el lado derecho del cuerpo.
Su contrastada combinación de colores, como en otras especies animales, es un aviso al resto de habitantes del arrecife sobre la toxicidad y/o desagradable sabor de su dermis, convirtiéndose en una estrategia de defensa, o aposematismo. Las causantes de estos efectos son unas glándulas situadas en el perímetro del manto, que obtienen las sustancias necesarias para repeler a los predadores de las esponjas que come el animal.
Son lentos de movimiento y cuando son tocados por un predador, se encogen y esconden los rinoforos.
Alcanza los 6 cm de longitud.
Similar en apariencia a Chromodoris elisabethina.

## Alimentación
Es carnívoro y come principalmente esponjas, con frecuencia de la familia Dysideidae, que no suele ser habitual en la dieta de otras especies de nudibranquios.

## Reproducción
Como todos los opistobránquios, son hermafroditas y producen tanto huevos como esperma. Las masas de huevos las depositan en espirales aplanadas. 
Tras la fertilización producen larvas planctónicas, que cuentan con una concha para protegerse durante la fase larval, y que, al evolucionar a su forma definitiva la pierden. La larva deambula por la columna de agua hasta que encuentra una fuente de comida, normalmente esponjas, entonces se adhiere y evoluciona al animal adulto.

## Hábitat y distribución
Se distribuye en el Indo-Pacífico tropical, en Madagascar, Filipinas, Indonesia, Papúa Nueva Guinea y Australia.
Asociados a arrecifes, son bénticos y diurnos. Se localizan en los extremos de los muros y en los frentes de arrecifes soleados, desde los 5 hasta los 40 m de profundidad.